# 9 Dywizja Powietrznodesantowa (Bundeswehra)
9 (1) Dywizja Powietrznodesantowa – rozformowany powietrznodesantowy związek taktyczny Bundeswehry.
W okresie zimnej wojny dywizja  wchodziła w skład 2 Korpusu Armijnego i przewidziana była do działań w pasie Centralnej Grupy Armii.

## Struktura organizacyjna
Organizacja w 1989:
- dowództwo dywizji – Bruchsal
- 25 Brygada Powietrznodesantowa „Schwarzwald” – Calw
- 26 Brygada Powietrznodesantowa – Saarlouis
- 27 Brygada Powietrznodesantowa – Lippstadt-Lipperbruch
- 9 powietrznodesantowy pułk artylerii – Philippsburg